# Minthea acanthacollis
Minthea acanthacollis is een keversoort uit de familie boorkevers (Bostrichidae). De wetenschappelijke naam van de soort is voor het eerst geldig gepubliceerd in 1937 door Carter & Zeck.